# Cratere Liv
Liv  è un cratere sulla superficie di Venere.